# Barinas (geslacht)
Barinas is een geslacht van hooiwagens uit de familie Agoristenidae.
De wetenschappelijke naam Barinas is voor het eerst geldig gepubliceerd door González-Sponga in 1987.

## Soorten
Barinas was monotypisch maar sinds uitgebreid tot de volgende soort:
- Barinas flava
- Barinas guanenta
- Barinas piragua
- Barinas virginis